# 野凤仙花
野凤仙花（学名：Impatiens textori）为凤仙花科凤仙花属的植物。分布在日本、朝鲜、俄罗斯以及中国大陆的山东、吉林等地，生长于海拔1,050米的地区，多生长在山沟溪流旁，目前尚未由人工引种栽培。

## 异名
- Impatiens textori Miq. f. pallescens (Honda) Hara

## 延伸阅读
[在维基数据编辑]
 《植物名實圖考·野鳳仙花》，出自吳其濬《植物名實圖考》